# Ісламський Емірат Афганістан (1996—2001)
Ісламський Емірат Афганістан було засновано в 1996 році, коли таліби захопили владу в Афганістані і скасовано з відходом від влади в 2001 році. 19 серпня 2021, після виведення військ НАТО з території Афганістану та захоплення більшості, включно зі столицею, територій держави, Ісламський Емірат Афганістан було проголошено повторно.

## Історія
Талібан постав з хаосу пострадянського Афганістану. Він починався як ісламський фундаменталістський політико-релігійний рух, складався із студентів медресе провінцій Гільменд і Кандагар. Переважна більшість — місцеві етнічні пуштуни. Таліби синтезували племінний код пуштунвалай з елементами деобанді для створення антизахідної, ретроградної, і надзвичайно обмежувальної ісламської фундаменталістської ідеології, якою вони керували.
Розпочавши з Кандагару, таліби врешті-решт захопили Кабул у 1996 році. До кінця 2000 року таліби захопили 90 % країни, під владою опозиції (Північного альянсу) залишилася північно-східна частина провінції Бадахшан.
За п'ять років існування ісламського емірату, були введені закони шаріату: жінкам заборонили працювати, дівчатам заборонено відвідувати школи та університети. Комуністів систематично ліквідовували, злодіїв карали ампутацією однієї руки або ноги, також таліби зуміли майже викорінити виробництво опіуму в 2001 році. Заборонені телебачення, музика, алкоголь, компʼютери, шахи та інше.
Через жорстоке ставлення талібів до шиїтської меншини Афганістану, Іран посилив допомогу Північному альянсу. Відносини з талібами ще більше погіршилися в 1998 році, після того як таліби захопили іранське консульство в Мазарі-Шарифі і стратили іранських дипломатів. Після цього інциденту Іран не вступив у війну з талібами лише через втручання ООН і Сполучених Штатів.

## Міжнародні відносини
Тільки Пакистан, Саудівська Аравія і Об'єднані Арабські Емірати визнали уряд талібів . Уряд не був визнаний ООН. Туркменістан, проте, проводив офіційні зустрічі і угоди з міністрами уряду талібів.
Однією з причин відсутності міжнародного визнання було ігнорування талібами міжнародного права. Наприклад, одним з перших актів Ісламського Емірату стало вбивство колишнього президента Афганістану , Мохаммада Наджібулли, при цьому його захопили у будівлі ООН. Також не додало авторитету уряду талібів вбивство іранських дипломатів в Афганістані у 1998 році. Таліби підтримували повстанців у Чечні, Кашмірі та Сіньцзяні, через це вони нажили ворогів в особі Росії, Індії і Китайської Народної Республіки одночасно.
Після захоплення влади 15 серпня 2021 року, 19 серпня 2021 року, таліби проголосили відновлення Ісламського Емірату Афганістан, їх ще не визнала жодна держава.

## Права людей
Після захоплення Афганістану 2021 року представники Талібану дозволили жінкам працювати телевізійними ведучими.

## Ресурси Інтернету
- Islamic Emirate of Afghanistan website [Архівовано 22 квітня 2021 у Wayback Machine.]
- Interview with official representatives of Islamic Emirate of Afghanistan